# أورك (أدب)

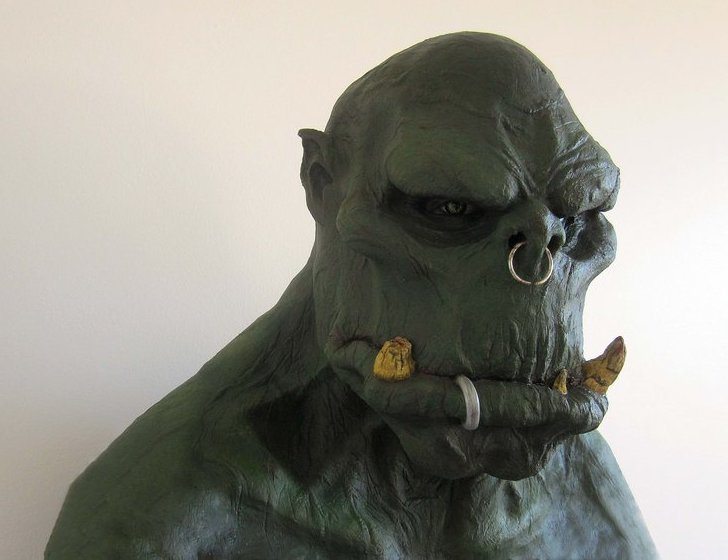
عرك.

العُرْك (بالإنجليزية: أورك Orcs) هي كلمة تستخدم لوصف نوع من الكائنات الخرافية غير البشرية في عدة روايات أدب فانتازي.
تم تصوير العرك دوماً على أنهم مسوخ أو شخصيات شديدة القسوة والوحشية سادية متعطشة لسفك الدماء. فيما صورتهم بعض الروايات الأخرى بأنهم مقاتلون بشرف فخورون بذاتهم على سبيل المثال رواية "Morgan Howell's Queen of the Orcs"، كما جسدتهم بأنهم ذوي أعداد كبيرة، وذوي جلد أخضر.
كما تم تصويرهم على أنهم يتمتعون بقوة بدنية كبيرة قريبين أو أكبر حجماً قليلاً من حجم البشر. كما أنهم عادة يمتطون الخنازير البرية أو الذئاب أو وارغ "warg" وهو كائن خرافي يشبه الذئب في الأساطير النورسكية.
أما أصل التسمية فيعتقد أنها أتت من الكلمة الأنجلوساكسونية "Orc" التي تشير إلى الأجانب أو الوحوش أو العفاريت. واستخدمت آنذاك لوصف هجوم النورمانديين على الجزر الإنجليزية في 1066. حيث بدا حينئذ النورماندييون للسكان المحليين بأنهم أجانب مخيفيين.

## العرق في سيد الخواتم
أعاد إحياء هذه الشخصية في الأدب الفانتازي الروائي الإنكليزي ج. ر. ر. تولكين في رواية سيد الخواتم، حيث تم تصوير العرك بأنهم محاربون عنيفون، سعادتهم الوحيدة هي رؤية آلام الآخرين، دمهم أسود اللون وهم من آكلة لحوم البشر. لهم هيئة جسدية بشعة فهم مُحدبون، محنيو الأرجل، وجلدهم فحمي غالباً أسنانهم ذات أنياب. العرك هم جنود ساورون، وفي المعركة يقاتلون مستعملين الأنياب، الخناجر المسمومة، الأسهم، والسيوف عريضة الرأس. درعهم عبارة عن سلاسل معدنية وصفيحة فولاذية مع خُوذ مُسننة خطرة. حجم العرك مثل حجم البشر الصغار، ويضعفون في نور الشمس.

## العرق في ووركرافت
العرق في وركرافت هم عبارة عن شعب من مدينة اورجيمار، والذي يحكمهم نوكتور. مهمتهم القضاء علي الشعب الآخر الآلاينس.